# Phorticolea testacea
Phorticolea testacea är en kackerlacksart som beskrevs av Bolivar 1905. Phorticolea testacea ingår i släktet Phorticolea och familjen småkackerlackor. Inga underarter finns listade i Catalogue of Life.